# Krzysztof Hausner

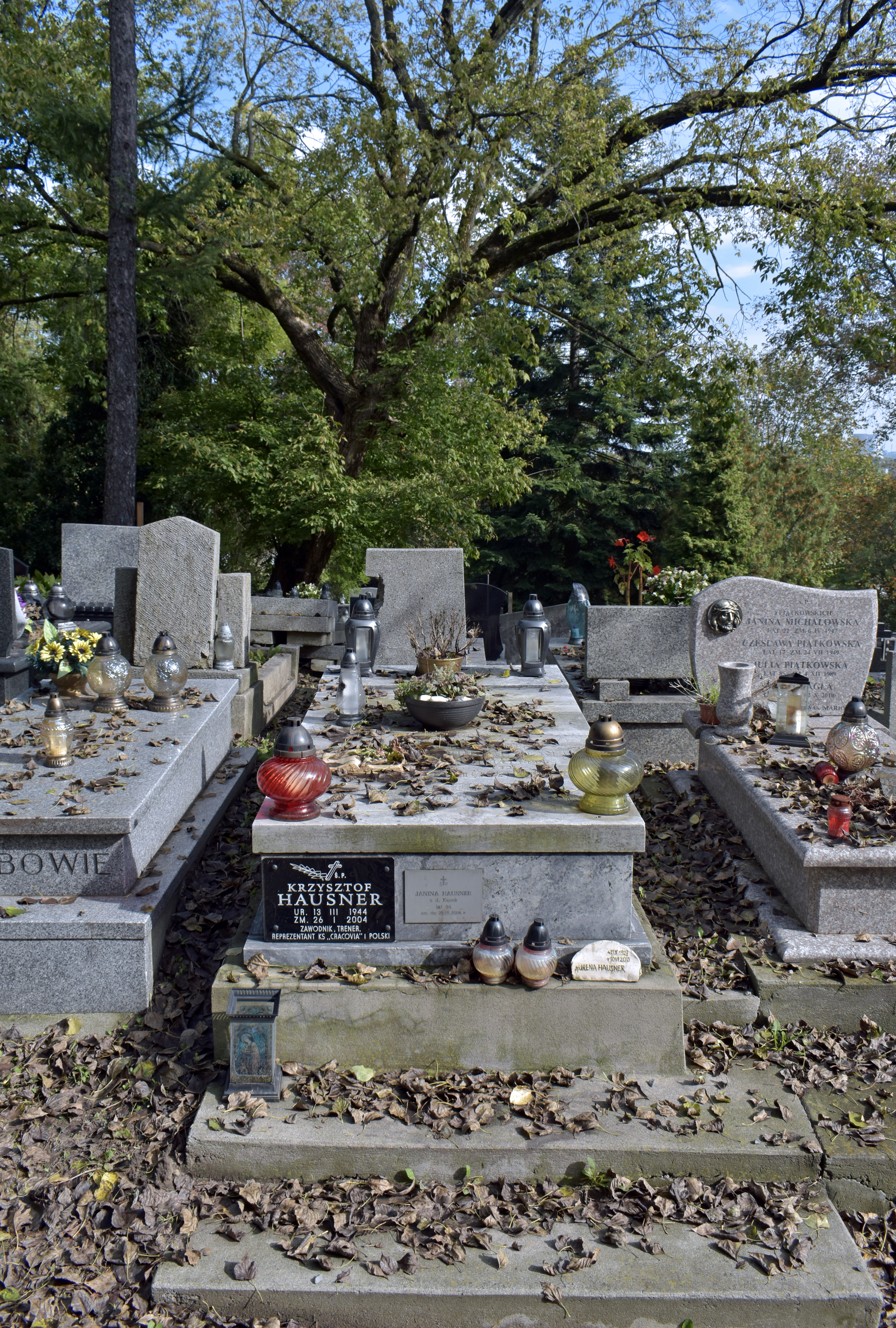
Nowy cmentarz podgórski
grób Krzysztofa Hausnera

Krzysztof Józef Hausner (ur. 13 marca 1944 w Krakowie, zm. 26 stycznia 2004 tamże) – polski piłkarz, napastnik, prawoskrzydłowy.

## Życiorys
W reprezentacji państwowej zagrał jeden raz. 16 kwietnia 1967 Polska zremisowała z Luksemburgiem 0:0, a Hausner grał przez 90 minut.
Jako piłkarz juniorskiej drużyny Polski zdobył srebrny medal turnieju UEFA w Portugalii w 1961 (późniejsze mistrzostwa Europy). Był wychowankiem Nadwiślana Kraków, następnie grał w Unii Tarnów. Piłkarzem Cracovii został w 1962, grał w niej do 1967 (I i II liga). Następnie krótko był piłkarzem Zagłębia Sosnowiec, dwa sezony spędził w Wiśle Kraków. Karierę w Polsce kończył w Kalwariance, był także piłkarzem polonijnego klubu w Chicago. Pracował jako trener.
Był stryjem Jerzego Hausnera, polityka i wicepremiera Polski w latach 2003–2005.
Pochowany na Cmentarzu Podgórskim (kwatera XIX-9-57).